# Möðrudalur
Möðrudalur – farma położona we wschodniej części Islandii.
Möðrudalur jest popularną atrakcją turystyczną. Kościół na farmie został zbudowany w 1949 roku.
W Möðrudalur, a także w sąsiedniej wsi Grímsstaðir 21 stycznia 1918 zanotowano temperaturę –38,0 °C. Jest to najniższa temperatura, jaką kiedykolwiek zanotowano w Islandii.